# 田代義徳

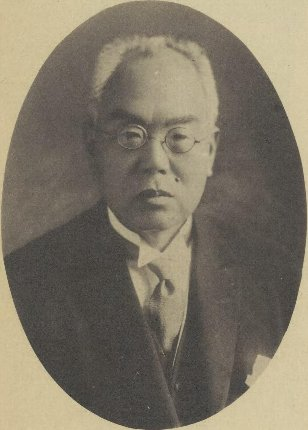
田代義徳

田代 義徳（たしろ よしのり、1864年8月27日（元治元年7月26日） - 1938年（昭和13年）12月1日）は明治〜昭和期の医学博士、外科医、日本整形外科の命名者で基礎を築く。東京帝国大学教授、東京市会議員に当選し、東京府社会事業活動を通じて医事衛生問題に取り組む。栃木県出身。

## 生涯

### 略歴[1][2]
1864年8月27日（（旧暦）元治元年7月26日）、下野国足利郡田中村（現栃木県足利市田中町）で代々名主を務めた田部井家三男として誕生。父は田部井森平、幼名を又助と称した。1869年（明治2年）近村にある私塾清花堂で手習いを修め、八幡村（現足利市八幡町）の禅定院にある立教小学校から1877年（明治10年）栃木の中教院学校に入り漢詩を学び、1878年（明治11年）梁田郡掘込村宝勝寺の八幡村小学校の教師になる。同年秋、長兄の勧めもあり上京し英語学校やドイツ語学校に通い、1879年（明治12年）東京大学予備門に入学した。
1883年（明治16年） 医師（後に軍医総監）の田代基徳の養子となり「田代義徳」と改名し、基徳の長女春子と結婚する。1889年（明治22年）7月優秀な成績（席次6位）で東京帝国大学医科大学（学制変更により分化大学制となる）を卒業し、同大第一外科講座に入りユリウス・スクリバ（Julius Karl Scriba）教授の助手となる。また、同年済生学舎において外科学講座を担当した。1891年（明治24年）4月田代病院を設立すると共に義父基徳が主宰していた「医事新聞」の発刊を継承した。1893年（明治26年）田代病院に専念のため大学を依願退職するが、1896年（明治29年）東京帝国大学に戻り緒方正規教授に指示し細菌学を学ぶ。1900年（明治33年）文部省留学生としてドイツ・オーストリアに向かい、アルベルト・ルートヴィヒ大学フライブルク（Albert-Ludwigs-Universität Freiburg）他で外科学・病理学を学ぶ。
1903年（明治36年）9月留学先で東京帝国大学医学部（学制変更により学部制となる）助教授に任じられ、翌年3月帰国。同年9月論文提出により医学博士号を授与され、同月外科学第二講座担当を命じられる。1905年（明治38年）9月佐藤三吉教授の訪欧に際し外科学第一講座担当となり、その頃日露戦争による傷病兵を収容した東京陸軍予備病院にて治療を行う。1906年（明治39年）5月東京帝国大学医学部教授となり日本初の整形外科専門の教室を担当、同年10月整形外科としての診療を開始する。1907年（明治40年）富山県氷見地方に出張し、同県下で発生している奇病を調査する。1908年（明治41年）三井慈善病院（現三井記念病院）創立と共に初代院長兼外科部長に就任し、翌年第10回日本外科学会において会長に推される。1912年（大正元年）11月東京田代病院新本館が落成する。
1916年（大正5年）7月欧米に第一次世界大戦における戦傷者治療の実際を視るため出張し、翌年8月帰国する。1921年（大正10年）4月東京帝国大学評議員に就任し、同月日本初の肢体不自由児療養施設クリップル・スクール「柏学園」創設に尽力し同学園顧問に就任する。また、同月日本レントゲン学会会長となる。1923年（大正12年）9月関東大震災により東京田代病院が全焼する。同年10月定年により大学を退官し、翌11月名誉教授となる。なおこの年、レントゲン技術者の養成を目指し日本レントゲン協会を設立した。
1925年（大正14年）下谷区会議員に当選し、次いで下谷区医師団等の推薦により東京市会議員に当選し3期議員を務める。市議として医事衛生から電気・水道・ガス問題等の委員となり、特に肢体不自由児童への対応に力を尽くし、1932年（昭和7年）6月1日に日本初の肢体不自由児専門小学校である東京市立光明学校（現・東京都立光明特別支援学校）創設を成し遂げた。また、東京府社会事業委員会第三部（救援）部長として、協会附属病院（現城東社会保険病院）開設に注力し初代病院長兼外科部長に就任した。1936年（昭和11年）1月脳溢血に倒れ、東京帝国大学時代の盟友入沢達吉が主治医として治療を行い一時快方に向かうが、1938年（昭和13年）12月1日逝去する。墓所は谷中霊園の天王寺墓地。

## 栄典
- 1923年（大正12年）12月28日 - 正四位[7]

## エピソード
田部井から田代へ
ある年の冬、軍隊訓練のため両毛地方へ軍と帯同していた医師の田代基徳が田部井家に泊まり、田部井家の三男又助が「朝から晩まで書物を読み、布団の中でもまだ辞書を離さない。」という話を聞き、また「近隣の評判も秀才として名が通っており」すっかり感心した田代は何としても又助を養子にしたいと考え、数ヵ月後正式に養子として迎えたいと田部井家に申し込んだ。
演説会
東京帝国大学同期生の入沢達吉によれば、学生時代当時流行していた政談演説を明治会堂などによく聴きに行き、ある時二人で騒ぎ過ぎ演説者の「植木枝盛」から怒られた。今で言えば活動写真を見に行く位のつもりだった。暫くすると学生が政談演説を聴くことが禁止されたため、次に二人は金子堅太郎・岩崎小次郎・鳩山和夫等の学術演説を聴きに行くようになった。しまいに二人とも聴くだけでは面白くなくなり同好の学生と語らって「有舌社」とか「リングア会」と言う会を作り演説の稽古を競って行っていた。
日本外科学会
1897年（明治30年）11月三輪徳寛・木村孝蕨・田代正医師の留学送別の宴が上野精養軒で行われた。その席上日本外科学会創立に就いての話し合いが行われ、田代義徳・近藤次繁・佐藤恒久が日本外科学会規則草案を起草することになった。1898年（明治31年）4月7日神田青年会館に於て学会設立の発起人会が開かれ、翌年4月に第1回日本外科学会を東京で開くことを決定した。また、第一回役員選挙の結果、会長佐藤三吉、幹事に近藤次繁・田代義徳・佐藤恒久が選ばれた。田代は日本外科学会のほか日本レントゲン学会開設にも深く係わった。
整形外科命名
田代が1904年（明治37年）留学から帰国後、（英文Orthopaedics）の日本語訳を悩み、入沢達吉と漢学者を加え考えた結果康熙字典から「整体」の字を見出したもので、整形外科として文部省に届出採用された。「整」は「これを束ね、これをたたき、これを正しうす」という意味であり、形を整えれば機能も正しくなるということで「整形外科」とした。
明治医会
日本医史中、明治後期には二つの勢力が存在した。一つは「大日本医師会（後に帝国連合医会）」で1893年（明治26年）につくられた医術開業免状を持つ開業医の団体で、理事長に高木兼寛、理事に長谷川泰・長与専斎・佐藤進・石黒忠悳等を中心にした東大設立以前または草創期の医師達の集まり。もう一つは「明治医会」と称し東大卒医師の集まり。明治会の中心はドイツ留学経験者でその主張の要点は近代医療を学んだ医師と江戸期から続く塾あがりの医師は知識・技術の点で差異があり同列に取り扱われること自体がおかしいとの意見を持っていた。田代は青山胤通・入沢達吉・川上元治郎等と共に明治医会の中心人物の一人であった。
1897年（明治30年）3月、第10回帝国議会以降、正規の医学校卒業生の特権を守ることに主眼を置く明治医会と在野開業医の医権養護に重点が置く帝国連合医会との間で医師法案を巡り激しく対立した。結果的には、明治医会が重要とした1.漢方医の根絶、2.医術開業試験の全廃、3.歯科医の医業からの排除、4.医師会への加入の任意性の内1・3・4は事実上目的を達し、2.は8年後に廃止と決まったことから、明治医会の目的がほぼ達成された内容で1906年（明治39年）3月26日に貴族院の可決により「医師法」が成立した。

### 論文・著作
- 「新纂医術後期試験問題答案軌範」（田代義徳・山田良叔閲 誠之堂 1893年）
- 「外科類症鑑別」（桂秀馬・田代義徳閲 朝香屋 1896年）
- 「外科手術関鍵」（エスマルヒ著、岡田和一郎・田代義徳訳 松崎留吉 1896年）
- 「外科手術篇」（田代義徳著 半田屋書店 1893年）
- 「摘要外科各論」（木村鉞太郎著・田代義徳閲 南江堂 1897年）
- 「摘要外科全書」（木村鉞太郎著・田代義徳閲 南江堂 1900年）
- 「智兒曼斯氏外科總論 卷1-巻3」（チルマンス原著・田代義徳譯 南江堂書店 1903年-1904年）
- 「臨床応用按摩術指南」（田代義徳著他 誠之堂 1909年）
- 「近世診療技術」（入沢達吉・田代義徳閲　南江堂 1911年）
- 「最新結核病論 結核性股関節炎療法 田代義徳」（山谷徳治郎編 日新医学社 1915年）
- 「整形外科学図譜 第1輯」（田代義徳著 高木憲次 1921年）
- 「体育学理講演集 第2輯 姿勢に就て 田代義徳」（体育学理研究会 1922年）
- 「脊椎「カリエス」患者の心得」（田代義徳著 克誠堂 1926年）
- 「医学常識 第3巻 畸形の療法 田代義徳」（東西医学社 1931年）

- 「東京医学会雑誌(20)22 1906年11月 富山県下ニ於ケル所謂奇病ニ就テ 田代義徳」（東京医学会）
- 「日本外科学会誌 7(1) 1906年12月 稀有ナル膀胱結石ノ二例(附圖第二表甲)討論 山下隆 田代義德他」（南江堂）
- 「第9回日本外科学会雑誌 1908年 腱移植術 田代義徳」（日本外科学会）
- 「第15回日本外科学会雑誌2号 1914年 骨及び関節結核 田代義徳」（日本外科学会）

## 家族
父 田部井森平　足利郡田中村の名主
母 きせ
兄 猪子（猪子助）代言人（現弁護士）となる。
兄 光助
妹 つな 医師・日本橋区会議員・東京市会議員、宮田哲雄に嫁ぐ。
義父 田代基徳
義母 とく
妻 春子
長女 菊子 歴史学者・東京帝国大学教授、辻善之助に嫁ぐ。
長男 信徳 日本歯科大学初代教授。男爵本田政以の三女松子と結婚する。孫 公徳 東京田代外科八重洲クリニック院長。
次女 桃子 和田信夫に嫁ぐ。
次男 重徳（1896-1970) 外交官・長春駐在日本領事等を歴任。判事・明治大学総長、横田秀雄の長女千鶴子と結婚する。
三女 米子 山本節民に嫁ぐ。
三男 秀徳 東京大学文学部哲学科卒業、立教大学・京都大学・新潟大学教授。大審院検事・関西大学学長、斎藤十一郎の三女島子と結婚する。
四女 百合子 東京帝国大学理学部地理学科を卒業した地理・地形・地質学者、今村学郎に嫁ぐ。
四男 寛徳
五女 萱子